# Шумаричко језеро
Шумаричко језеро је вештачко језеро у Србији у граду Крагујевцу.

## Сврха и намена
Има декоративан значај. Подигнуто је са циљем улепшавања спомен парка Шумарице. Ово језеро има велику посећеност, нарочито током летњег периода. Шумаричко језеро је такође једно од најпознатијих купалишта у Шумадији.
На језеро долази велики број купача, као и риболоваца.

## Општи подаци о језеру
Шумаричко језеро је дуго 1.500 метара, а широко 175 метара. У језеру се акумулира око 800.000 m³ воде. Језеро заузима површину од око 22 хектара.

## Живи свет у језеру
Од рибе овде живи шаран, штука, деверика, бабушка, мрена, клен, амур итд.
Осим ових врста, у Шумаричком језеру живи једна врста сасвим необична за ове просторе, а то је амерички бас, или широкоусти гргеч, који је ту донесен крајем деведесетих година и данас се потпуно одомаћио.